# Emad Moteab
Emad Meteb est un footballeur égyptien né le 20 février 1983 à Ash Sharqiyah.

## Biographie
Le 15 juin 2010, en fin de contrat avec Al Ahly SC, l’attaquant égyptien s'engage pour deux ans avec option au Standard de Liège. Dans le club mosan, il devait animer l'attaque à la suite des départs de Milan Jovanovic pour Liverpool, de Igor de Camargo pour le Borussia Mönchengladbach et de Dieumerci Mbokani a l'AS Monaco. Cependant, peu après avoir paraphé son contrat, il quitte la Belgique et rentre en Égypte sans autorisation du club et surtout sans explication. Il aurait également déjà fait le coup en 2008 avec le club de Bristol City en Angleterre. Selon la presse, son retour est peu probable. Il annonça par la suite qu'il fût retenu en Égypte pour cause de service militaire.
En 72 rencontres internationales disputées, cet attaquant a inscrit 33 buts. De plus, il marqua à 94 reprises en 186 matches pour son ancien club égyptien d'Al Ahly SC.

## Palmarès
- Coupe d'Afrique des nations : 2006, 2008 et 2010
- Ligue des champions de la CAF : 2005, 2006, 2008, 2012 et 2013
- Championnat d'Égypte de football : 2005, 2006, 2007, 2008, 2009, 2010, 2011, 2014, 2016, 2017 et 2018
- Coupe d'Égypte de football : 2003, 2006 et 2007
- Coupe de la Confédération : 2014

### Distinction personnelle
- Meilleur buteurs de la Coupe d'Afrique des nations junior 2003

Avec l’Équipe d'Égypte des moins de 20 ans de football